# 喇叭練習中
《喇叭練習中》（日语：ラッパ練習中）是AKB48成員渡邊麻友的第4張單曲，於2013年7月10日由Sony Music Records發行。

## 概要
以完全生產限定盤、期間生產限定盤、初回生產限定盤A、B、通常盤 CD only，5種形態發售。A面曲《喇叭練習中》的PV中與日本女子樂隊Oreskaband共同演出。
本單曲的期間生產限定盤與Tokyo Dome City Attractions合作，於2013年7月27日到同年的9月23日展開了夏季限定活動“救出被困的mayuyu!!! in 东京巨蛋城景点”（牢獄遊園地からまゆゆを救え!!! in 東京ドームシティ アトラクションズ）。
此外，完全生產限定盤的封面是由pixiv從2013年4月26日到5月16日所舉辦的“渡边麻友第4张单曲发行纪念绘图大赛〜画出你心中新曲封面上的mayuyu〜”（渡辺麻友4thシングル発売記念イラストコンテスト〜あなたのイラストが新曲のジャケットになりまゆゆ〜）公開募集的結果中所採用。
A面曲《喇叭練習中》於6月29日播放的TBS電視台音樂節目《音樂日》（音楽の日）中首次披露。

## 收錄曲目

### 完全生產限定盤&期間生產限定盤
1. 喇叭練習中 （ラッパ練習中）
（作詞：秋元康、作曲：黑須克彥（日语：黒須克彦）、編曲：立山秋航（日语：立山秋航））
2. 制服自我認同（制服のアイデンティティー）
（作詞：秋元康、作曲：福田貴訓、編曲：重永亮介（日语：重永亮介））
3. KISS的聲納 （キスのソナー音）
（作詞：秋元康、作曲：板垣祐介（日语：板垣祐介）、編曲：板垣祐介）
4. 喇叭練習中（instrumental）
5. 制服自我認同 （instrumental）
6. KISS的聲納（instrumental）

### 初回生產限定盤A
1. 喇叭練習中
2. 制服自我認同
3. 表兄弟（カズン）
（作詞：秋元康、作曲：前山田健一、編曲：石井健太郎）
4. 喇叭練習中（instrumental）
5. 制服自我認同 （instrumental）
6. 表兄弟（instrumental）

### 初回生產限定盤B
1. 喇叭練習中
2. 制服自我認同
3. 倔強的純情 （強情な純情）
（作詞：秋元康、作曲：池澤聰、編曲：板垣祐介）
4. 喇叭練習中（instrumental）
5. 制服自我認同 （instrumental）
6. 倔強的純情（instrumental）

- 中國大陸引進版中的曲目與初回生產限定盤B相同[6]

### 通常盤
1. 喇叭練習中
2. 制服自我認同
3. 與太陽散步 （太陽と散歩）
（作詞：秋元康、作曲：Sungho、編曲：Sungho）
4. 喇叭練習中（instrumental）
5. 制服自我認同 （instrumental）
6. 與太陽散步（instrumental）

## 外部連結
- 渡邊麻友官方網站（日語）